# Talk (chanteur)
Pour les articles homonymes, voir Talk.
Talk, de son vrai nom Nicholas Durocher, né vers 1995, est un auteur-compositeur-interprète canadien notamment connu pour sa pièce à succès de Run Away to Mars, initialement diffusée en 2021.

## Carrière
Nicholas Durocher est d'abord actif sur la scène musicale d'Ottawa en tant que bassiste dans un groupe de country. Sur la scène rock, il adopte son nom d'artiste actuel, en hommage à la chanson Talk de Coldplay.
Sans emploi pendant la pandémie de COVID-19, il est contraint de retourner vivre dans le sous-sol de ses parents en 2020. Isolé et déprimé, il écrit la chanson Run Away to Mars, après avoir visionné le film Interstellar. En juin 2021, il sort officiellement la chanson en tant que premier simple de sa carrière. Rencontrant d'abord un succès plutôt modéré, Run Away to Mars connait un regain de popularité en 2022 lorsqu'elle devient virale sur TikTok.
En janvier 2023, la chanson a atteint la première place du classement Adult Alternative de Billboard. Elle a également atteint la 22e place du classement Canadian Hot 100. En 2023, Talk participe à l'enregistrement de l'hymne de Serena Ryder What I Wouldn't Do avec d'autres artistes renommés. Cette chanson est publiée en tant que pièce caritative pour soutenir la campagne Feel Out Loud de Kids Help Phone en faveur de la santé mentale des jeunes.
Il remporte en 2024 le Prix Juno de « Révélation de l'année ».

### Lien avec le Québec
Anglophone s'exprimant fluidement en français, Talk noue rapidement un lien particulier avec le public du Québec, la province francophone du Canada. En 2023, il offre une prestation remarquée au concert du Festival d’été de Québec (FEQ), où il interprète la chanson folklorique La Ziguezon de La Bottine Souriante. Lors de son passage à l'émission télévisée Tout le monde en parle le 15 octobre 2023, il révèle que la version canadienne de son premier album, Lord Of The Flies & Birds & Bees, comprend une version live de cette pièce, spécialement dédiée au public québécois.

## Discographie

### Albums
2023 : Lord of the Flies & Birds & Bees

### EP
2021 : Talk To Me